# Scottville (Illinois)
Scottville – wieś w Stanach Zjednoczonych, w stanie Illinois, w hrabstwie Macoupin.